# Халасинго (муниципалитет)
Халасинго (исп. Jalacingo) — муниципалитет в Мексике, штат Веракрус, расположен в Столичном регионе штата. Административный центр — город Халасинго.

## Состав
В состав муниципалитета входит 40 населённых пунктов.